# Mago silvae
Mago silvae är en spindelart som beskrevs av Jocelyn Crane 1943. 
Mago silvae ingår i släktet Mago och familjen hoppspindlar. Inga underarter finns listade i Catalogue of Life.